# Сестри Місіонерки Успіння
Сестри Місіонерки Успіння — релігійна католицька апостольська громада, заснована у Кейптауні (ПАР) 1852 року.
Заснована внаслідок відщеплення від ассумпціоністів матір'ю Марією-Гертрудою Хеннінгсен (1822—1904).
Поточна голова конгрегації — сестра Барбара Стендін.
Генеральна управа організації знаходиться у Йоганнесбурзі (раншіе — у Грахамастауні). Налічує 70 членів у 10 громадах.